# Federația Chinologică Internațională (FCI)
Federația Chinologică Internațională (în franceză Fédération Cynologique Internationale, FCI), este federația asociațiilor naționale ale crescătorilor de câini cu sediul în Thuin, Belgia.

## Istoric
FCI a fost fondată în 1911 de Germania, Austria, Belgia, Franța și Olanda. Société Centrale Canine de France și Société Royale Saint-Hubert au recreat în Belgia FCI în 1921 deoarece dispăruse în timpul primului Război Mondial.

## Fapte
FCI are ca membrii federați, asociații din 80 de țări. Este acceptată o singură entitate juridică (asociație) din fiecare țară. Sunt 335 rase de câini recunoscute de FCI. Fiecare rasă este deținută de o țară membră. Țara deținătoare scrie standardul rasei. FCI este responsabil pentru traducere și actualizări, pentru confirmarea titlurilor din expozitii internationale si ale celor de Campion International. Standardele precum si regulile internaționale sunt disponibile în patru limbi (Engleză, Spaniolă, Germană și Franceză). Arbitrajele se bazează pe aceste standarde.

## Rase
Rasele sunt clasificate în 10 grupe. Cele 10 grupe sunt: 
1. Ciobănești și câini de turmă cu excepția câinilor de turmă elvețieni
2. Pinscher și Schnauzer - Rase Molossoide - câini de turmă elvețieni de pază și protecție
3. Terrieri câini de vizuină
4. Teckeli
5. Spiț și rase primitive
6. Gonitori pentru vânat, câini de vânătoare
7. Pontatori, prepelicari
8. Aportori și câini de apă
9. Câini de companie
10. Ogari

## Concursuri
FCI informează despre concursurile de frumusețe și de muncă ce se țin în fiecare țară membră. Rezultatele sunt trimise sediului din Belgia.

## Membrii FCI
România este reprezentată în FCI prin Asociația Chinologică Română (AChR) care a aderat la această federația pentru prima dată în 1933, apoi după o perioadă în care a fost interzisă de regimul comunist, din nou în 1969. 
FCI recunoaște 3 rase românești: Ciobănesc Românesc Mioritic, Ciobănesc Românesc Carpatin și Ciobănesc Românesc de Bucovina.